# Pandora (planetka)
(55) Pandora je planetka nacházející se v hlavním pásu asteroidů. Její průměr činí asi 67 km. Byla objevena 10. září 1858 americkým astronomem G. Searlem.